# Аденбюттель
Аденбюттель (нем. Adenbüttel) — община в Германии, в земле Нижняя Саксония.
Входит в состав района Гифхорн. Подчиняется управлению Папентайх. Население составляет 1753 человека (на 31 декабря 2010 года). Занимает площадь 13,71 км². Община подразделяется на 2 сельских округа.
| Год  | Население |
| ---- | --------- |
| 1990 | 1248      |
| 1995 | 1470      |
| 2000 | 1633      |
| 2005 | 1713      |
| 2010 | 1743      |